# Grivel Mont-Blanc Sarl
 (mars 2025).
Si vous disposez d'ouvrages ou d'articles de référence ou si vous connaissez des sites web de qualité traitant du thème abordé ici, merci de compléter l'article en donnant les références utiles à sa vérifiabilité et en les liant à la section « Notes et références ».
Grivel Mont-Blanc Sarl est une entreprise italienne qui produit équipements et instruments pour l'alpinisme et l'escalade.

## Produits
Les produits principaux sont surtout des instruments de sécurité, tels que des piolets, des crampons, des pitons, des broches à glace, des bâtons et des casques.

## Histoire
Grivel a été fondé à Courmayeur, en Vallée d'Aoste, en 1818. Elle constitue à présent la plus ancienne entreprise d'équipement pour l'alpinisme encore active. Grivel est le nom de famille du fondateur et de ses successeurs, propriétaire de la société jusqu'aux années 1980.
En 1982 la Grivel Sarl a été cédée à Gioacchino Gobbi.
En 2009, Gioacchino Gobbi gagne le prix du meilleur entrepreneur du Val d'Aoste.

## Siège et filiales
Le siège de la société se trouve à Courmayeur, tandis que les filiales sont situées à Verrayes en Vallée d'Aoste, à Vivaro en Italie, et à Chamonix en France.